# Piapro
Piapro (japanisch: ピアプロ) ist eine Website, auf der User ihre Kreationen rund um Vocaloid-Charaktere veröffentlichen können. Sie wird von der japanischen Firma Crypton Future Media betrieben.

## Übersicht
Auf Piapro kann jeder Nutzer nach dem Erstellen eines Account seine eigenen Kreationen wie Musik oder Fan-Art hochladen. Dabei richtet sich die Seite vor allem an Inhalte, die mit Hatsune Miku, einem von Crypton Future Media entwickelten Sprach-Synthesizer oder anderen Vocaloids in Verbindung stehen. Die Plattform ging am 3. Dezember 2007 online. Das Wort Piapro ist eine Kombination der englischen Wörter Peer-production und Pro.
Anfangs hatte die Plattform große Copyrightprobleme, weil viele User ohne Erlaubnis Inhalte wie Songs und Illustrationen anderer ohne Erlaubnis verbreiteten. Dadurch wurde sie zu einer beliebten Quelle für illegale Musik-Downloads. Das Konzept sollte jedoch die Fans der sogenannten Vocaloids näher zusammenbringen, was anfangs nur schwer gelang.
Piapro besitzt die praktischen Funktionen, veröffentlichte Songs mit Illustrationen zu kombinieren. Außerdem ist es möglich, Uploads zeitgleich auf der japanischen Videoplattform Nico Nico Douga zu veröffentlichen.

## Offizieller Inhalt und Markenname
Piapro zeichnet sich neben der Community-Arbeit auch durch die Zusammenarbeit mit anderen Unternehmen wie Fernsehsendern, Merchandise-Herstellern und Fashionketten aus. Im Juli 2008 beschloss Crypton, die Marke Piapro zu erweitern und nahm sich zum Ziel, die Interaktion zwischen Crypton und der Community zu verbessern und Piapro als ein einheitliches Gesamtbild vorzustellen. So werden Konzerte von Hatsune Miku inzwischen unter dem Namen „Piapro“ vermarktet und auch neuere Versionen der Synthesizer-Software werden unter dem Namen „Piapro Studio“ verkauft. Im Rhythmus-Spiel „Hatsune Miku: Project DIVA“ für die PlayStation Portable (PSP) von 2009 ist die Musik unter „Piapro“ lizenziert.

## Piapro Character Lizenz (PCL)
Um den kreativen Spielraum der Benutzer zu verbessern, erlaubt Crypton grundsätzlich die Verwendung von Vocaloid-Charakteren in den Bereichen Musik, Illustration und Video unter der „Piapro Character License (PCL)“ und den „Character Usage Guidelines“ (dt. Charakter Verwendungsichtlinien). Darüber hinaus gilt diese Lizenz, obwohl sie Piapro Character License genannt wird, auch für Vocaloid-Charaktere außerhalb der Character-Vocal-Serie. Außerdem dürfen die Character unter der PCL Lizenz auch kommerziell verwendet werden, für Veranstaltungen wurde daher die Funktion Piapro-Link eingeführt, die die Abrechnung stark vereinfacht. Die „Piapro Character License“ läuft unter der CC BY-NC 3.0 Lizenz.